# Phil Wilde
Phil Wilde (* 6. April 1967; eigentlich Filip Marnix Luc de Wilde) ist ein belgischer Eurodanceproduzent und DJ. Er erlangte vor allem als Produzent und Songwriter von 2 Unlimited und Kate Ryan Bekanntheit.

## Karriere
Schon in den 1980er Jahren begann Wilde eine Karriere als DJ in Gent. Zusammen mit Tom Miro veröffentlichte er seine ersten Titel unter dem Namen Uniform. 1989 startete er zudem mit Jean-Paul de Coster das Dance-Projekt „Bizz Nizz“, wobei insbesondere deren Songs We’re Gonna Catch You! und Don’t Miss the Partyline in Europa populär wurden.

### 2 Unlimited
Von 1991 bis 1996 und von 1998 bis 1999 bildete er zusammen mit Jean-Paul De Coster das Produzentenduo hinter dem weltweit erfolgreichen Dance Act 2 Unlimited. In dieser Zeit arbeitete er an vielen Top-10-Hits, darunter auch die Single No Limit, welche es bis auf Platz 1 in den Niederlanden, der Schweiz, in Österreich, Schweden, Norwegen, Frankreich, Großbritannien und in vielen anderen europäischen Ländern schaffte. 1996 löste sich die Gruppe auf, vereinigte sich aber 1998 für ein Jahr wieder. Das Comeback 2009 gab es nur mit ihm. Weil die Namensrechte bei De Coster lagen, wurde das Duo vorübergehend zu „Ray & Anita“ umbenannt.
Prägend war vor allem die Debütsingle Get Ready for This (1991), welche zu einem Evergreen wurde. Während seiner Aktivität verkaufte 2 Unlimited rund 20 Millionen Tonträger.

### Kate Ryan
Im Jahr 2000 traf er die 20-jährige Katrien Verbeeck aus Flandern bei einem ihrer damals zahlreichen Auftritte. Er war so begeistert von ihr, dass er sie sogleich unter Vertrag nahm. 2001 erschien ihre erste Single Scream For More unter dem Künstlernamen Kate Ryan. Neben Wilde arbeitete auch noch Andy Janssens mit. Die Single wurde in Belgien ein unerwarteter Erfolg, in den Singlecharts stand sie auf Platz 9, in den Dancecharts sogar auf Platz 2. 2002 gelang Kate Ryan schließlich der internationale Durchbruch mit der Single Désenchantée (einer Coverversion des 1991 in Frankreich sehr erfolgreichen Titels der Sängerin Mylène Farmer), welche es in Belgien bis auf Platz 1 und in zahlreichen anderen europäischen Ländern wie Deutschland, Spanien, Polen, Österreich und Schweden in die Top 10 schaffte. Ebenso das Debütalbum Different konnte sich am europäischen Markt mit rund 250.000 verkauften Exemplaren (EU-weit) behaupten. Mit dem zweiten Album Stronger im Jahr 2004 gingen die Verkäufe wieder etwas zurück, bis Kate Ryan 2005 die Zusammenarbeit mit Phil Wilde und Andy Janssens aufkündigte und sich neue Produzenten suchte. Bis zu diesem Zeitpunkt wurden rund zwei Millionen Tonträger verkauft.

## Diskografie
Hier sind Phil Wildes Mitarbeiten in der Produktion angeführt.

### Alben
| Jahr | Titel                            | Höchstplatzierung, Gesamtwochen, AuszeichnungChartplatzierungen (Jahr, Titel, Platzierungen, Wochen, Auszeichnungen, Anmerkungen) | Höchstplatzierung, Gesamtwochen, AuszeichnungChartplatzierungen (Jahr, Titel, Platzierungen, Wochen, Auszeichnungen, Anmerkungen) | Höchstplatzierung, Gesamtwochen, AuszeichnungChartplatzierungen (Jahr, Titel, Platzierungen, Wochen, Auszeichnungen, Anmerkungen) | Höchstplatzierung, Gesamtwochen, AuszeichnungChartplatzierungen (Jahr, Titel, Platzierungen, Wochen, Auszeichnungen, Anmerkungen) | Höchstplatzierung, Gesamtwochen, AuszeichnungChartplatzierungen (Jahr, Titel, Platzierungen, Wochen, Auszeichnungen, Anmerkungen) | Anmerkungen                                                                      |
| Jahr | Titel                            | BEF | DE | AT | CH | UK | Anmerkungen                                                                      |
| ---- | -------------------------------- | --- | --- | --- | --- | --- | -------------------------------------------------------------------------------- |
| 1992 | Get Ready! Studioalbum           | BEF—BEF | DE—DE | AT—AT | CH—CH | UK37 (… Wo.)UK | 2 Unlimited                                                                      |
| 1993 | No Limits! Studioalbum           | BEF—BEF | DE4 (50 Wo.)DE | AT3 (16 Wo.)AT | CH3 (23 Wo.)CH | UK1 (… Wo.)UK | 2 Unlimited                                                                      |
| 1994 | Real Things Studioalbum          | BEF—BEF | DE3 (18 Wo.)DE | AT4 (15 Wo.)AT | CH3 (15 Wo.)CH | UK1 (… Wo.)UK | 2 Unlimited                                                                      |
| 1995 | Hits Unlimited Kompilation       | BEF5 (15 Wo.)BEF | DE—DE | AT—AT | CH—CH | UK27 (… Wo.)UK | 2 Unlimited Version von 2013 erreichte in den flämischen Charts Platz 61 (2 Wo.) |
| 1998 | II Studioalbum                   | BEF23 (12 Wo.)BEF | DE—DE | AT—AT | CH—CH | UK—UK | 2 Unlimited                                                                      |
| 1999 | Best Unlimited Kompilation       | BEF—BEF | DE—DE | AT—AT | CH—CH | UK—UK | 2 Unlimited                                                                      |
| 2002 | Different Studioalbum            | BEF8 (20 Wo.)BEF | DE23 (26 Wo.)DE | AT26 (21 Wo.)AT | CH14 (28 Wo.)CH | UK—UK | Kate Ryan                                                                        |
| 2004 | The Complete History Kompilation | BEF—BEF | DE—DE | AT—AT | CH—CH | UK—UK | 2 Unlimited                                                                      |
| 2004 | Stronger Studioalbum             | BEF22 (22 Wo.)BEF | DE13 (14 Wo.)DE | AT43 (14 Wo.)AT | CH14 (11 Wo.)CH | UK—UK | Kate Ryan                                                                        |
| 2008 | Essential Kompilation            | BEF—BEF | DE—DE | AT—AT | CH—CH | UK—UK | Kate Ryan                                                                        |

grau schraffiert: keine Chartdaten aus diesem Jahr verfügbar

### Singles (Auswahl)
| Jahr | Titel Album                               | Höchstplatzierung, Gesamtwochen, AuszeichnungChartplatzierungen (Jahr, Titel, Album, Platzierungen, Wochen, Auszeichnungen, Anmerkungen) | Höchstplatzierung, Gesamtwochen, AuszeichnungChartplatzierungen (Jahr, Titel, Album, Platzierungen, Wochen, Auszeichnungen, Anmerkungen) | Höchstplatzierung, Gesamtwochen, AuszeichnungChartplatzierungen (Jahr, Titel, Album, Platzierungen, Wochen, Auszeichnungen, Anmerkungen) | Höchstplatzierung, Gesamtwochen, AuszeichnungChartplatzierungen (Jahr, Titel, Album, Platzierungen, Wochen, Auszeichnungen, Anmerkungen) | Höchstplatzierung, Gesamtwochen, AuszeichnungChartplatzierungen (Jahr, Titel, Album, Platzierungen, Wochen, Auszeichnungen, Anmerkungen) | Anmerkungen   |
| Jahr | Titel Album                               | BEF | DE | AT | CH | UK | Anmerkungen   |
| ---- | ----------------------------------------- | --- | --- | --- | --- | --- | ------------- |
| 1990 | Get Into Trance                           | — | DE28 (10 Wo.)DE | — | — | — | Bizz Nizz     |
| 1990 | Don't Miss The Partyline                  | BEF24 (10 Wo.)BEF | DE10 (21 Wo.)DE | AT9 (15 Wo.)AT | — | UK7 (11 Wo.)UK | Bizz Nizz     |
| 1991 | Get Ready For This Get Ready!             | — | — | — | — | UK2 (… Wo.)UK | 2 Unlimited   |
| 1992 | Twilight Zone Get Ready!                  | — | DE20 (17 Wo.)DE | AT10 (… Wo.)AT | CH15 (… Wo.)CH | UK2 (… Wo.)UK | 2 Unlimited   |
| 1992 | The Magic Friends Get Ready!              | — | DE17 (15 Wo.)DE | AT—AT | CH—CH | UK—UK | 2 Unlimited   |
| 1993 | No Limit No Limits                        | — | DE2 (29 Wo.)DE | AT1 (… Wo.)AT | CH1 (… Wo.)CH | UK1 (… Wo.)UK | 2 Unlimited   |
| 1993 | Tribal Dance No Limits                    | — | DE2 (23 Wo.)DE | AT2 (… Wo.)AT | CH2 (… Wo.)CH | UK4 (… Wo.)UK | 2 Unlimited   |
| 1993 | Faces No Limits                           | — | DE8 (19 Wo.)DE | AT10 (… Wo.)AT | CH19 (… Wo.)CH | UK8 (… Wo.)UK | 2 Unlimited   |
| 1994 | The Real Thing Real Things                | — | DE4 (16 Wo.)DE | AT7 (… Wo.)AT | CH2 (… Wo.)CH | UK6 (… Wo.)UK | 2 Unlimited   |
| 1994 | It's A Loving Thing It's My Loving Thing  | — | DE3 (… Wo.)DE | — | — | — | C. B. Milton  |
| 1998 | Wanna Get Up II                           | BEF7 (… Wo.)BEF | DE88 (… Wo.)DE | — | — | UK38 (… Wo.)UK | 2 Unlimited   |
| 2000 | De Kabouterdans Plop 3                    | BEF9 (… Wo.)BEF | — | — | — | — | Kabouter Plop |
| 2001 | Scream For More Different                 | BEF9 (… Wo.)BEF | — | AT15 (… Wo.)AT | — | — | Kate Ryan     |
| 2001 | UR (My Love) Different                    | BEF17 (… Wo.)BEF | — | — | — | — | Kate Ryan     |
| 2002 | Désenchantée Different                    | BEF1 (… Wo.)BEF | DE2 (… Wo.)DE | AT3 (… Wo.)AT | CH11 (… Wo.)CH | UK93 (… Wo.)UK | Kate Ryan     |
| 2002 | Mon coeur résiste encore Different        | BEF7 (… Wo.)BEF | DE27 (… Wo.)DE | — | CH35 (… Wo.)CH | — | Kate Ryan     |
| 2002 | Libertine Different                       | BEF7 (… Wo.)BEF | DE7 (… Wo.)DE | AT7 (… Wo.)AT | CH26 (… Wo.)CH | — | Kate Ryan     |
| 2004 | The Promise You Made/La promesse Stronger | BEF8 (… Wo.)BEF | DE19 (… Wo.)DE | AT21 (… Wo.)AT | CH50 (… Wo.)CH | — | Kate Ryan     |
| 2004 | Risin' Back For More                      | BEF2 (… Wo.)BEF | DE19 (… Wo.)DE | AT21 (… Wo.)AT | CH50 (… Wo.)CH | — | Natalia       |